# Zikanita
Zikanita – rodzaj chrząszczy z rodziny kózkowatych. 

## Zasięg występowania
Przedstawiciele tego rodzaju występują w  Ameryce Północnej i Południowej od Meksyku na płn. po Boliwię i Brazylię na płd.

## Systematyka
Do Zikanita zaliczanych jest 6 gatunków:
- Zikanita argenteofasciata
- Zikanita biocellata
- Zikanita diversicornis
- Zikanita monnei
- Zikanita perpulchra
- Zikanita plumbea.